# 蒙化府
蒙化府（もうかふ）は、中国にかつて存在した府。元代から清代にかけて、現在の雲南省巍山イ族回族自治県一帯に設置された。

## 概要
唐のとき、蒙舎城に置かれた陽瓜州を前身とする。大理国により蒙舎鎮とされた。
1257年（憲宗7年）、モンゴル帝国により蒙舎城に千戸が置かれた。1274年（至元11年）、元により蒙舎城に蒙化府が置かれた。1277年（至元14年）、蒙化府は蒙化路に昇格した。1283年（至元20年）、蒙化路は蒙化州に降格した。蒙化州は大理路に属した。
1448年（正統13年）、明により蒙化州は蒙化府に昇格した。蒙化府は雲南省に属した。左氏が土司として知府を世襲した。
1665年（康熙4年）、清の改土帰流により流官の統治するところとなった。1770年（乾隆35年）、蒙化府は蒙化直隷庁と改められた。
1912年、中華民国により蒙化直隷庁は廃止され、蒙化県と改められた。